# Frederick McCarthy (Radsportler)
Frederick Richard McCarthy (* 15. Oktober 1881 in Stratford, Ontario; † 15. Februar 1974 in Toronto, Ontario) war ein kanadischer Radsportler.

## Leben und sportliche Laufbahn
Frederick McCarthy nahm bei den Olympischen Sommerspielen 1908 an allen sieben Radsportwettbewerben teil. In der Mannschaftsverfolgung gewann er zusammen mit William Anderson, Walter Andrews und William Morton die Bronzemedaille, die einzige olympische Radsportmedaille für Kanada bis 1984. In den Einzeldisziplinen erreichte er nie das Finale. Im Juli 1910 wurde er, nachdem er an mehreren Preisrennen auf der Radrennbahn Newark teilgenommen hatte, als Profi eingestuft. Im gleichen Jahr fuhr er ein Sechstagerennen in Boston, wo er Achter wurde. Bis 1914 war er als Profi aktiv, gewann jedoch kein bedeutsames Rennen. Außerhalb des Radsports arbeitete er als Süßigkeitenhersteller.